# Termunten
Termunten est un village néerlandais situé dans la commune d'Eemsdelta, en province de Groningue. Au 1er janvier 2021, il compte 330 habitants. Il se trouve sur la bouche de l'Ems, là où le fleuve se jette dans la mer des Wadden.

## Histoire

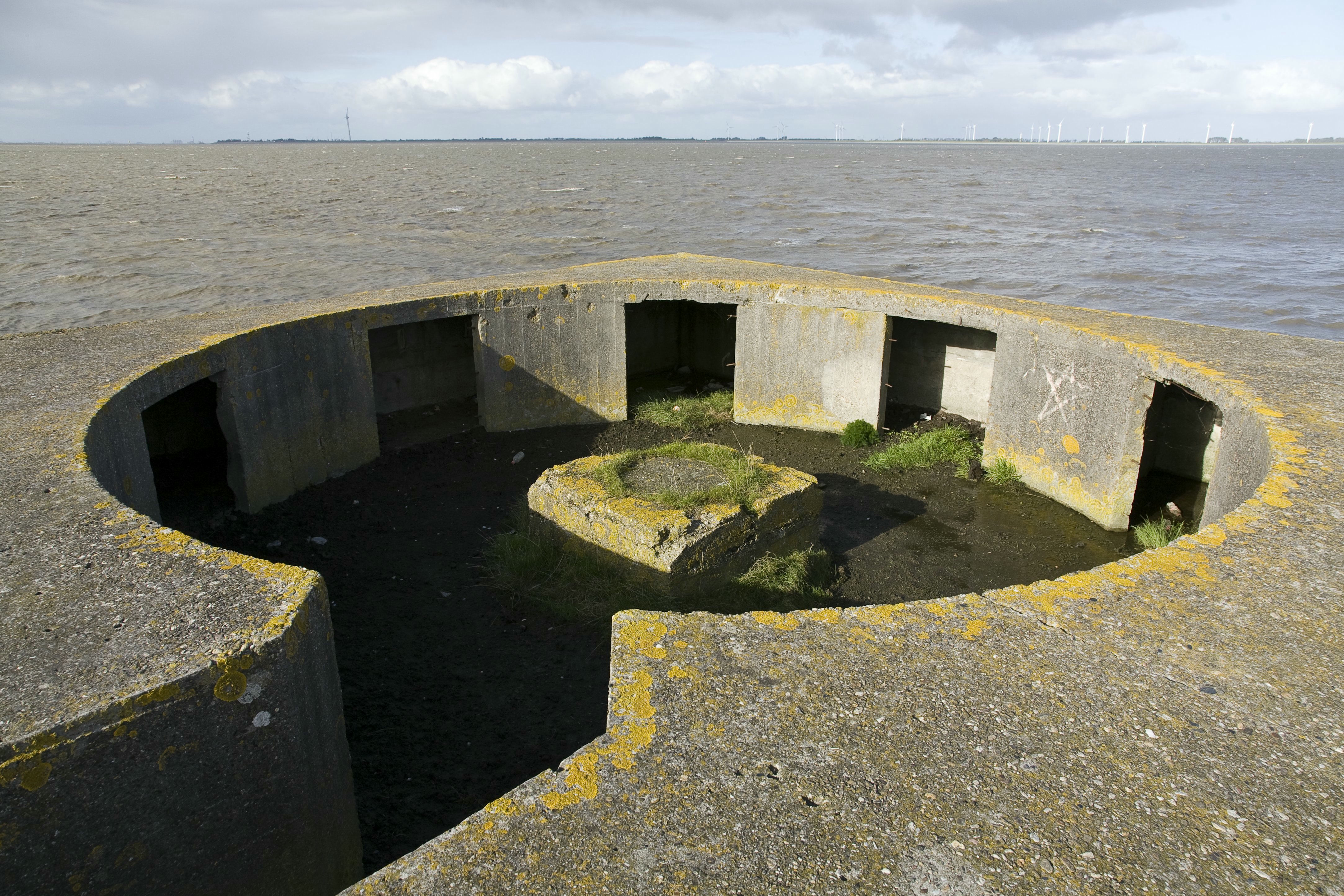
Restes d'une position de canon antiaérien allemand de la Seconde Guerre mondiale.

Jusqu'au 1er janvier 1990, Termunten est une commune indépendante, couvrant Borgsweer, Termunterzijl, Woldendorp et Wagenborgen outre le village de Termunten, avec l'hôtel de ville à Woldendorp. À cette date, la commune est rattachée à Delfzijl, dont elle forme alors la partie orientale. Au 1er janvier 2021, Delfzijl fusionne avec Appingedam et Loppersum pour former la nouvelle commune d'Eemsdelta.
En 1840, la commune de Termunten compte 384 maisons pour 2 310 habitants, dont 76 et 440 respectivement dans le village d'après laquelle elle est nommée.